# Judit Bognár
Judit Bognár, po mężu Lendvay (ur. 28 stycznia 1939 w Székesfehérvárze, zm. 26 listopada 2011 w Budapeszcie) – węgierska lekkoatletka, specjalistka pchnięcia kulą i rzutu dyskiem, trzykrotna medalistka uniwersjad i trzykrotna olimpijka.

## Kariera sportowa
Zdobyła brązowy medal w pchnięciu kulą na akademickich mistrzostwach świata (UIE) w 1959 w Wiedniu. Zajęła 8. miejsce w pchnięciu kulą i 12. miejsce w rzucie dyskiem na mistrzostwach Europy w 1962 w Belgradzie.
Zdobyła srebrny medal w pchnięciu kulą i brązowy medal w rzucie dyskiem na uniwersjadzie w 1963 w Porto Alegre. Na igrzyskach olimpijskich w 1964 w Tokio zajęła 11. miejsce w pchnięciu kulą. Zdobyła brązowy medal w tej konkurencji na uniwersjadzie w 1965 w Budapeszcie. Zajęła 5. miejsce w pchnięciu kulą na europejskich igrzyskach halowych w 1966 w Dortmundzie oraz 9. miejsce na mistrzostwach Europy w 1966 w Budapeszcie. Zajęła 3. miejsce w tej konkurencji w finale pucharu Europy w 1967 w Kijowie.
Na igrzyskach olimpijskich w 1968 w Meksyku zajęła 4. miejsce w pchnięciu kulą, a na europejskich igrzyskach halowych w 1969 w Belgradzie również 4. miejsce w tej konkurencji.
Na mistrzostwach Europy w 1971 w Helsinkach zajęła 8. miejsce w pchnięciu kulą i odpadła w kwalifikacjach rzutu dyskiem, na igrzyskach olimpijskich w 1972 w Monachium zajęła 11. miejsce w pchnięciu kulą, a na halowych mistrzostwach Europy w 1974 w Göteborgu 8. miejsce, również w pchnięciu kulą.
Była mistrzynią Węgier w pchnięciu kulą w latach 1959, 1962–1968 i 1970–1974 oraz w rzucie dyskiem w 1959 i 1973 oraz halową mistrzynią w pchnięciu kulą w 1974.
Wielokrotnie poprawiała rekord Węgier w pchnięciu kulą od wyniku 14,36 m uzyskanego 7 lipca 1957 w Budapeszcie do rezultatu 18,23 m, osiągniętego 7 września 1972 w Monachium. Trzykrotnie była rekordzistką swego kraju w rzucie dyskiem do wyniku 49,96 m (7 maja 1960 w Budapeszcie). Jej rekord życiowy w rzucie dyskiem wynosił 56,38 m, ustanowiony 30 czerwca 1968 w Budapeszcie.

## Rodzina
Mężem Bognár był Ödön Lendvay, koszykarz, olimpijczyk z 1964, a synem Péter Lendvay, piłkarz ręczny, olimpijczyk z 2004. 